# Boulengerella cuvieri
El pirapucú (Boulengerella cuvieri) es una especie de peces de la familia Ctenoluciidae en el orden de los Characiformes.

## Morfología
Los machos pueden llegar alcanzar los 88 cm de longitud total y 6 kg de peso.
- Número de  vértebras: 48-49.[3]

## Alimentación
Come peces hueso.

## Hábitat
Es un pez de agua dulce y de clima tropical.

## Distribución geográfica
Se encuentran en Sudamérica: ríos  Amazonas, Orinoco,  Tocantins,  Esequibo,  Oyapock y, también, ríos de Amapá y Pará (Brasil ).